# 托尼·文森特
托尼·文森特（1973年7月25日- ）是一位美国演员、歌手、音乐创作者，主要活动于美国纽约州纽约市。早期作为基督教歌手出道，为追求摇滚梦来到纽约，却意外进入戏剧界成为一名音乐剧演员，在百老汇与伦敦西区的舞台上大放异彩。主攻摇滚音乐剧，先后与安德鲁·劳埃德·韦伯、皇后乐队、绿日乐队合作，主演过《耶稣基督万世巨星》《We Will Rock You》《美国白痴》等著名音乐剧。在剧院之外同时作为一名独立音乐人从事着摇滚音乐的表演和创作，以戏剧化的高音与极富激情的表演著称。音乐创作上则受英伦摇滚和基督教影响深远。

## 早期经历
1973年7月25日，Anthony Peter Strascina出生于美国新墨西哥州最大的城市阿尔伯克基。4岁时从父亲收藏的黑胶唱片中受到披头士乐队的启蒙，从此迷恋上英式摇滚，并在7岁时开始学习架子鼓，从小就在教会和剧院的舞台上开始了自己的音乐生涯。高中就读于阿尔伯克基本地的La Cueva高中，与著名演员尼尔·帕特里克·哈里斯是同班同学。在这一时期，他接触到了合成器和电子音乐，并确立了自己的信仰，成为一名基督徒。
1991年，Anthony高中毕业去了有乡村音乐圣地之称的美国田纳西州纳什维尔，就读于基督教背景的文理学院贝尔蒙特大学，主修音乐管理专业（Music Bussiness）。在校期间他在宿舍里成立了自己的唱片公司Adobe Flats，并自行创作录制电子音乐歌曲《Love Falling Down》，这是一首流行基督教音乐。1992年11月17日，该曲在阿尔伯克基当地的基督教音乐电台KLYT一经播出，立即蹿升至收听榜榜首。随后Anthony与同学趁热打铁，将单曲扩充成了同名EP，也是这个时候他正式使用了托尼·文森特（Tony Vincent）这个艺名。。1993年6月21日，《Love Falling Down》作为独立发行的专辑，成功杀入全国当代基督教音乐流行40强电台榜单。
他的才华成功吸引到唱片公司的注意力，1994年初获得了与Star Song/EMI的合同，并在1995年和1997年分别发行了专辑《Tony Vincent》《One Deed》。
而后托尼为了寻求更广阔的创作前景，离开了纳什维尔前往纽约致力于摇滚事业。此后他不再以基督教歌手的身份活动，但并未否认自己的基督教信仰。

## 剧院之星

### 吉屋出租
1998年，托尼来到纽约，并很快在《吉屋出租》第一次全国巡演剧组（Angle Tour）获得一份群演替补的工作。在完成半年的巡演后，他又加入到百老汇初版《吉屋出租》的驻场表演中去，作为替补演员出演过男主角Mark Cohen和Roger Davis。
2006年的《吉屋出租》10周年纪念演出Tony也受邀参加，并在表演结束后的特别表演中，同其他卡司集体登台合唱《Seasons Of Love》。

### 万世巨星
1999年，托尼远赴英国参与了安德鲁·劳埃德·韦伯的的音乐剧电影《耶稣基督万世巨星》的拍摄，在其中饰演奋锐党西门一角（Simon Zealotes）。该电影于2001年发行了DVD，并在美国PBS电视台播出，荣获第29届国际艾美奖最佳艺术节目奖。
2000年，百老汇打算复排《耶稣基督万世巨星》，托尼原本追随剧组回到纽约继续饰演西门，但在预演中原本饰演犹大的演员Jason Pebworth出现演唱失误，旋即被炒了鱿鱼，韦伯随后指定托尼火线接手犹大一角。
仅仅经过三周的排练，同时还要在预演中继续出演西门的角色，托尼还是在4月5日首次作为犹大出现在观众面前，并在4月16日的首演夜作为男主角面对评论家的考验。尽管复排版《万世巨星》收获了褒贬不一的评价，却也第一次让百老汇的聚光灯注意到了托尼的演唱才华
2001年，托尼受韦伯邀请，加盟由费翔筹划的《非凡之作:韦伯爵士世界音乐剧盛典》。这场表演在中国最具权威的表演会场之一北京的人民大会堂举行，同台演出的还有被誉为“英国音乐剧第一夫人”的伊莲·佩姬和香港明星林忆莲，这场表演通常被认为是音乐剧第一次被正式介绍入中国的标志。

### We Will Rock You
2002年，皇后乐队制作的音乐剧《We Will Rock You》在英国经历了八个月的选角，没有取得满意结果，于是开启了面向美国从业者的选角渠道。恰逢托尼正因为制作音乐专辑出差在伦敦，有幸获得了直接试镜的机会，而无需像其它竞争者一样通过选角经纪人作为中介邮寄录像视频进行试镜。最终结果，托尼雀屏中选成为男主角伽利略·费加罗的担当。并在随后的英国女王伊丽莎白二世登基五十周年庆典演唱会上献唱皇后乐队的经典曲目《波西米亚狂想曲》。2003年11月15日，托尼离开伦敦版的表演。2004年，他受邀在《We will rock you》美国拉斯维加斯版的中饰演伽利略·费加罗，与同剧饰演女主角的Aspen Miller搭档，后者后来成为了他的妻子。

## 重返摇滚
在结束了拉斯维加斯的表演后，托尼推掉了所有剧院的工作，专心投入到自己作品的创作中去，与金牌制作人Adam Anders制作出了EP《A Better Way》，并在2007年以自己的厂牌Adobe Music发行。2008年，他又制作了《A Better Way》的remaster版本，将其中歌曲数字化。
发行完专辑之后的一段时间，托尼放缓了音乐事业的脚步，学习并考取了侍酒师资格证。
2009年，加入到绿日乐队制作的音乐剧《美国白痴》的演员名单中。该剧在伯克利剧院公演之后，于2010年登陆百老汇。托尼所饰演圣·吉米一角大获好评。2010年12月30日，托尼离开《美国白痴》，圣·吉米一角由绿日主唱比利·乔·阿姆斯特朗接替。
2011年，托尼参加了电视才艺秀《美国之声》，并成功通过盲选，进入希洛队。紧接着在Battle环节战胜对手，晋升24强。在现场环节中以微弱劣势进入复活环节，却因导师争议性的选择而被淘汰。
2012年，托尼在离开《美国之声》独自发行了自己的新EP《In My Head》
2016年，托尼参与表演的音乐秀《Rockopia》，在布达佩斯匈牙利国家歌剧院首演，PBS转播并录制发行了这场演出。2018年4月，《Rocktopia》登陆百老汇进行了为期一个月的限定演出。

## 作品

### 舞台演出
| 参演时间                | 中文剧名         | 原文剧名               | 版本               | 角色                 |
| ----------------------- | ---------------- | ---------------------- | ------------------ | -------------------- |
| 1998 - 1999.01          | 吉屋出租         | Rent                   | Angle巡演          | Swing / Mark / Roger |
| 1999.01 - 1999.09       | 吉屋出租         | Rent                   | 百老汇初版         | Swing / Mark / Roger |
| 2000.03.23 - 2000.09.03 | 耶稣基督万世巨星 | Jesus Christ Superstar | 百老汇第一次复排版 | 奋锐党西门 / 犹大    |
| 2002.04.26 - 2003.11.15 | We Will Rock You | We Will Rock You       | 伦敦西区初版       | 伽利略·费加罗        |
| 2004.08.04 - 2005.11.27 | We Will Rock You | We Will Rock You       | 美国拉斯维加斯版   | 伽利略·费加罗        |
| 2008.09.28 - 2009.01.17 | 辣身舞           | Dirty Dancing          | 芝加哥美国首演     | Ensemble             |
| 2009.09.04 - 2009.11.15 | 美国白痴         | American Idiot         | 外百老汇预演       | 圣·吉米              |
| 2010.03.24 - 2010.12.30 | 美国白痴         | American Idiot         | 百老汇初版         | 圣·吉米              |
| 2018.03.27 - 2018.04.29 | Rocktopia        | Rocktopia              | 百老汇巡演         | 自己                 |

### 音乐专辑
| 发行时间 | 专辑名                                                 | 厂牌                       | 制作人                          | 备注                            |
| -------- | ------------------------------------------------------ | -------------------------- | ------------------------------- | ------------------------------- |
| 1993     | Love Falling Down（EP）                                | LamCo                      | Tony Vincent                    | 个人专辑                        |
| 1995     | Tony Vincent                                           | Star Song/EMI              | Charlie Peacock/Brent Bourgeois | 个人专辑                        |
| 1997     | One Deed                                               | Star Song/EMI              | Dennis Matkosky                 | 个人专辑                        |
| 2001     | Jesus Christ Superstar (New Cast Soundtrack Recording) | Sony Music                 | Simon Lee                       | 电影原声专辑                    |
| 2002     | Masterpiece: Live from Great Hall of People            | Eagle Music                |                                 | 演唱会现场专辑                  |
| 2004     | We Will Rock You (The Original London Cast Recording)  | EMI UK                     | 布莱恩·梅                       | 音乐剧卡司专辑                  |
| 2007     | A Better Way（EP）                                     | Adobe Music                | Adam Anders                     | 个人专辑                        |
| 2010     | American Idiot: The Original Broadway Cast Recording   | Warner Bros                | 比利·乔·阿姆斯特朗              | 音乐剧卡司专辑                  |
| 2012     | We Are the Champions（单曲）                           | Universal Republic Records | Bill Appleberry                 | 真人秀《美国之声》 节目录制歌曲 |
| 2012     | Faithfully（单曲）                                     | Universal Republic Records |                                 | 真人秀《美国之声》 节目录制歌曲 |
| 2012     | Everybody Wants to Rule the World（单曲）              | Universal Republic Records |                                 | 真人秀《美国之声》 节目录制歌曲 |
| 2012     | In My Head(EP)                                         | Adobe Music                | Tony Vincent / Ulf Dernevik     | 个人专辑                        |
| 2016     | Rocktopia: A Classical Revolution - Live from Budapest | PBS                        |                                 | 音乐秀现场专辑                  |

### 影视作品
| 年份 | 作品名                                                 | 出品方        | 类型           | 角色               |
| ---- | ------------------------------------------------------ | ------------- | -------------- | ------------------ |
| 2000 | 耶稣基督万世巨星                                       | 真正好公司    | 电影           | 奋锐党西门         |
| 2001 | 非凡之作：人民大会堂演唱会                             | 真正好公司    | 演唱会现场录制 | 自己               |
| 2002 | Party at the Palace: Queen's Golden Jubilee            | BBC           | 演唱会现场     | 自己/伽利略·费加罗 |
| 2009 | Freud's Magic Powder                                   |               | 短片           | El Conquistador    |
| 2012 | 美国之声                                               | NBC           | 电视真人秀     | 自己               |
| 2013 | The Carrie Diaries                                     | HarperCollins | 电视剧         | 门卫               |
| 2013 | 绿日遇见百老汇                                         |               | 纪录片         | 自己/St. Jimmy     |
| 2015 | Nature Cat                                             | PBS儿童台     | 电视动画       | Dog Gone（配音）   |
| 2017 | Rocktopia: A Classical Revolution - Live from Budapest | PBS           | 演唱会现场     | 自己               |

## 提名获奖
- 2000年，美国外圈剧评人奖，杰出音乐剧男配角提名（耶稣基督万世巨星）[5]
- 2003年，英国Theatregoers' Choice Award，最佳音乐剧男主角获奖（We Will Rock You）[6]
- 2010年，美国剧院联盟奖，卓越表演提名（美国白痴）[7]

## 外部連結
- 官方网站
- 互聯網百老匯資料庫（IBDB）上托尼·文森特的資料（英文）
- 托尼·文森特在互联网电影资料库（IMDb）上的資料（英文）